# Marchwa
Marchwa (biał. Маргва) – rzeka na Białorusi, lewy dopływ Bereźwicy. Płynie na terenie rejonu głębockiego obwodu witebskiego. Ma długość 36 km.

## Przebieg
Rzeka rozpoczyna się 1,5 km w kierunku południowo-zachodnim od wsi Sturowszczyzna, w pobliżu granicy z rejonem postawskim. Źródło leży na zlewni zachodniej Dźwiny i Niemna, trzy kilometry na południowy wschód znajduje się jezioro Serwecz. Zlewnia znajduje się w granicach pojezierza święciańskiego i równiny połockiej, ma powierzchnię 159 km². W pobliżu Panfiłowszczyzny Marchwa wpada do Bereźwicy. Dolina rzeki ma głównie trapezoidalny charakter. Równina zalewowa jest dwustronna. Przez około 26 km rzeka jest skanalizowana (z wyjątkiem odcinków Dzierkowszczyzna – Olchowiki i Rakowce – Hatówki), szerokość w górnym biegu wynosi 2–3 m, w dolnym do 9 m. Ogólny kierunek prądu jest północny, brzegi są w większości bezdrzewne.
W dorzeczu rzeki znajdują się jeziora Hulidowskie i Carkowiszcze. Dopływami Marchwy są potok i kanał z jeziora Carkowiszcze.
W pobliżu rzeki znajdują się m.in. miejscowości: Olchowiki, Konstantynów, Wierzchnie, Rakowce, Zaleskie, Hatówki, Mosarz, Choćki.
Hydronim Marchwa jest pochodzenia fińskiego.